# Kroatische Partij van de Arbeid
De Kroatische Partij van de Arbeid (Kroatisch: Hrvatski laburisti - Stranka rada) is een links-populistische politieke partij in Kroatië. De partij werd in 2010 opgericht door voormalig vakbondsman en minister-president van de Kroatische Volkspartij-Liberaal Democraten Dragutin Lesar, die tussen 2008 en 2011 het enige parlementslid voor de partij was.
Tijdens de parlementsverkiezingen van 2011 won de partij zes zetels.